# Алондра каруська
Ало́ндра каруська (Calendulauda albescens) — вид горобцеподібних птахів родини жайворонкових (Alaudidae). Ендемік Південно-Африканської Республіки.

## Опис
Довжина птаха становить 17 см, з яких від 5,7 до 6,6 см припадає на хвіст, вага 27-35 г. Довжина дзьоба становить 1,7-1,91 см. Виду не притаманний статевий диморфізм. Голова сіро-коричнева, легко поцяткована охристими смужками. Навколо очей білі кільця, над очима білі "брови", під очима білі смуги. Бічні сторони шиї коричневі, передня сторона шиї білувата, поцяткована темними смужками. Спина сірувато-бура, поцяткована чорнуватими плямками. Верхні покривні пера рудувато-коричневі. Махові пера темно-коричневі з вузькими охристими краями. Стернові пера чорнувато-бурі, центральні пера мають широкі сірувато-бурі края, крайні стернові пера дуже вузькі, світлі. Підборіддя, горло і нижня частина тіла білуваті, живіт і боки поцятковані чорнуватими смужками. Очі карі. Дзьоб темно-роговий. 

## Підвиди
Виділяють чотири підвиди:

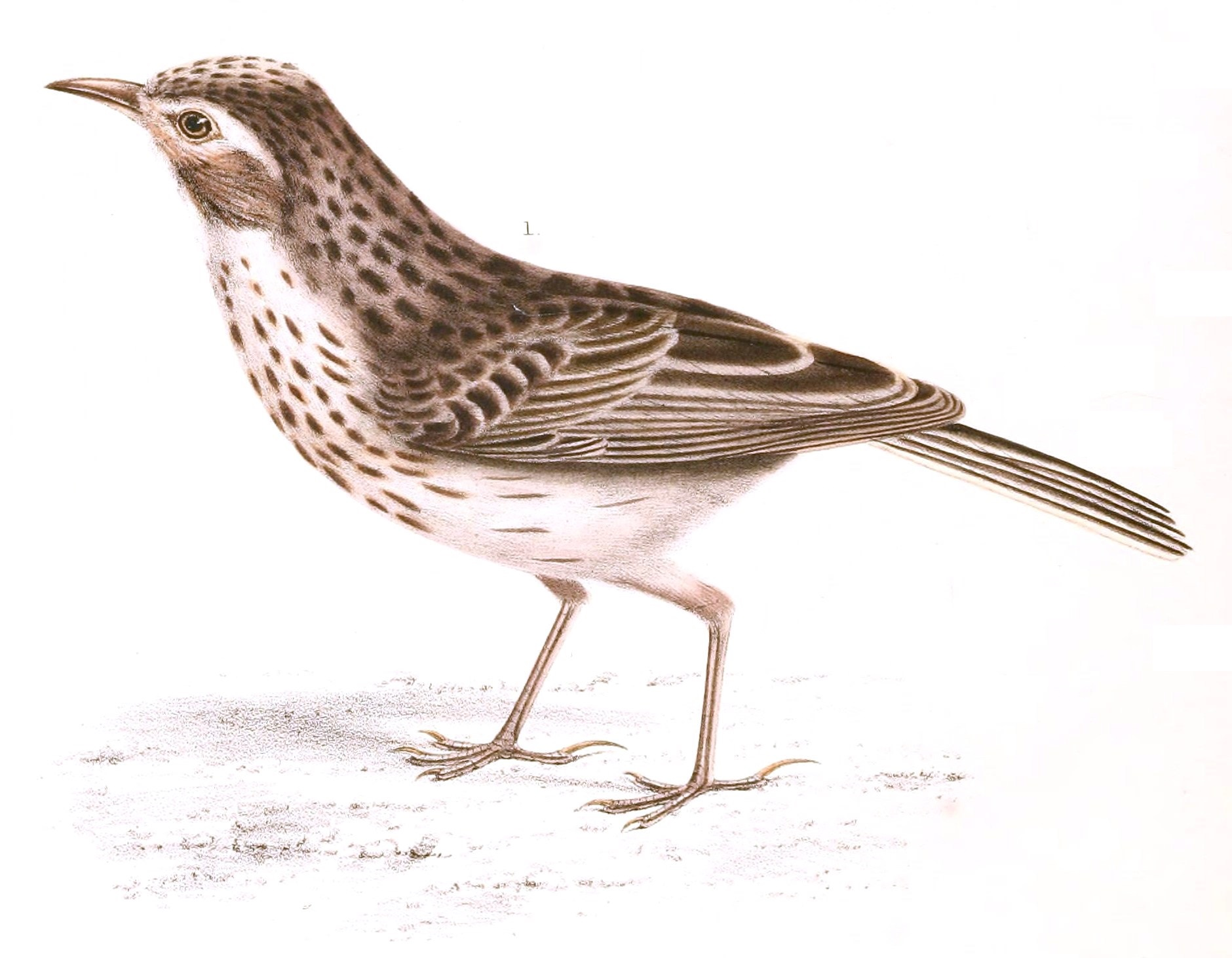
Каруська алондра (підвид C. a. codea)

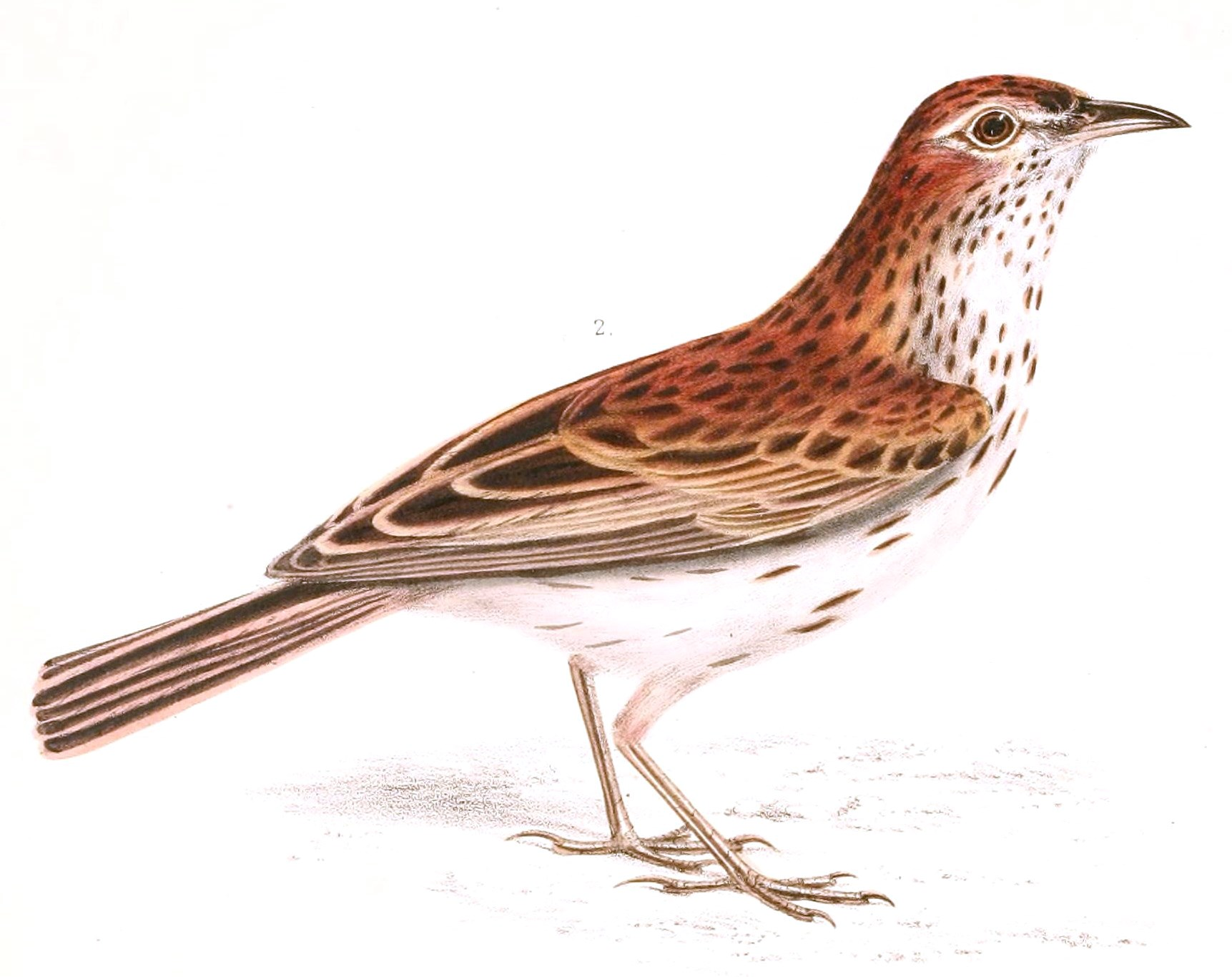
Каруська алондра (підвид C. a. guttata)

- C. a. codea (Smith, A, 1843) — західне узбережжя ПАР (від Потр-Ноллота[en] до затоки Салданья[en]);
- C. a. albescens (Lafresnaye, 1839) — Західнокапська провінція (від Кейптауна до річки Берґ[en];
- C. a. guttata (Lafresnaye, 1839) — захід ПАР (від Кланвільяма[en] до Літл-Намакваленду[en]);
- C. a. karruensis Roberts, 1936 — південь ПАР (від Кальвінії[en] і Віллістону[en] до Оудсхорну[en].

## Поширення і екологія
Каруські алондри мешкають в регіоні Кару на заході Південно-Африканської Республіки. Вони живуть в напвіпустелях і пустелях з кам'янистими ґрунтами. порслих невисокими чагарниковими заростями, а також на плях та на прибережних дюнах. Живляться комахами, а також насінням. Сезон розмноження триває з липня по вересень, однак в посушливі роки гніздування може не відбуватися. В кладці 2-3 яйця, середня вага яких становить 2,58 г.